# Davit Targamadze
Davit Targamadze, född 22 augusti 1989 i Tbilisi, Georgiska SSR, Sovjetunionen, är en georgisk fotbollsspelare (mittfältare).
Targamadze har spelat bland annat för de ukrainska klubbarna PFK Oleksandrija och Illitjivets Mariupol.

## Karriär

### Klubbkarriär
Targamadze föddes i Georgiens huvudstad Tbilisi, och började sin fotbollskarriär i klubben Sioni Bolnisi, Dinamo Tbilisi och Mesjachte Tqibuli innan han flyttade till den tyska klubben SC Freiburg år 2006. Targamadze gjorde sin seniorlagsdebut för Freiburg den 17 maj 2009, i en match mot Rot-Weiss Oberhausen i 2. Fußball-Bundesliga. För Freiburg spelade han totalt 8 matcher innan han flyttade till den ukrainska klubben PFK Oleksandrija under sommaren 2010. För Oleksandrija spelade han 35 matcher och gjorde 12 mål under två år.
Den 30 december 2011 meddelade klubben Sjachtar Donetsk på sin officiella webbplats att man värvat Targamadze. Han lånades omedelbart ut till FK Illitjivets Mariupol

### Landslagskarriär
Targamadze kallades upp till ett georgiskt landslag för första gången år 2007, då han togs ut i Georgiens U19-trupp. För U19-landslaget gjorde han mellan år 2007 och 2008 6 matcher och 1 mål. År 2009 kallades han upp till Georgiens U21-landslag där han gjorde två matcher. År 2011 kallades han av Temuri Ketsbaia upp till Georgiens herrlandslag i fotboll och han debuterade den 10 augusti 2011.

## Meriter
- SC Freiburg:
  - Vinnare av 2. Fußball-Bundesliga: 2008/2009

- PFK Oleksandrija:
  - Vinnare av ukrainska förstadivisionen: 2010/2011